# El solitari
El solitari (títol original en anglès: The Naked Runner) és un film britànic de Sidney J. Furie estrenat el 1967. Ha estat doblada al català.

## Argument
Un industrial americà que treballa a la Gran Bretanya, Sam Laker, va a un saló a l'Alemanya de l'Oest en companyia del seu fill de deu anys quan un agent dels Serveis Secrets britànics l'obliga a cometre un assassinat.

## Repartiment
- Frank Sinatra: Sam Laker
- Peter Vaughan: Martin Slattery
- Derren Nesbitt: Coronel Hartmann
- Nadia Gray: Karen Gisevius
- Toby Robins: Ruth
- Inger Stratton: Anna
- Cyril Luckham: el ministre
- Edward Fox: Ritchie Jackson
- J.A.B. Dubin-Behrmann: Joseph
- Michael Newport: Patrick Laker